# Messerschmitt Me 364
O Messerschmitt Me 364 foi um projecto da Messerschmitt para um bombardeiro pesado de longo alcance com seis motores. Era essencialmente um quadrimotor Me 264, porém com dois motores a mais, uma fuselagem mais alongada e umas asas com maior envergadura.